# Morikuni
Prinz Morikuni (jap. 守邦親王, Morikuni-shinnō; * 1301; † 1333) regierte vom 19. Juni 1308 bis 25. September 1333 als 9. und letzter der Shōgune des Kamakura-Shōgunates in Japan.
Er war Sohn des 8. Shōgun, Prinz Hisaaki, und war ein Enkel des Go-Fukakusa-tennō. Er war eine Marionette und hatte selbst kaum Macht. Nach dem Zusammenbruch des Kamakura-Shōgunates wurde er buddhistischer Priester und starb kurz darauf.